# Ниасский язык
Ни́асский язык, или язык ни́ас (ниасск. Li Niha, индон. Bahasa Nias) — австронезийский язык, распространённый в Индонезии, на острове Ниас (у западных берегов Суматры) и расположенных поблизости островах Бату.
Общее население острова Ниас и островов Бату в 1998 году составляло 639 675 человек, однако сейчас оценки проводить сложно, так как остров Ниас очень сильно пострадал от цунами 2004 года.
Язык ниас обладает рядом черт, делающих его типологически необычным не только на фоне других австронезийских языков, но и вообще среди языков мира.

## История

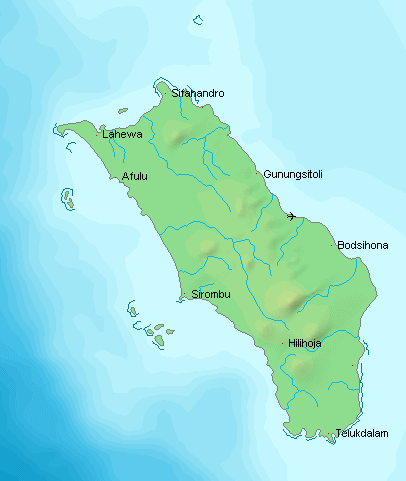
Карта острова Ниас

Остров Ниас уже очень давно был центром оживлённой торговли, находясь на пересечении морских путей из Южной Азии в индонезийский архипелаг и в Малакку: первые сведения об острове Niyan к западу от Суматры содержатся у персидского купца Сулеймана в 854 году. Первыми из европейцев на остров пришли голландцы; на небольшое время он оказался в руках англичан, но потом вновь отошёл Нидерландам. Голландская колониальная администрация развернула на острове бурную миссионерскую деятельность: в 1887 году был издан словарь языка ниас, в 1913 г. два немецких миссионера издали первую его грамматику; позже описанием ниасского языка занимались индонезийские учёные, а в последние годы большую работу провела австралийская исследовательница Ли Браун.
Несмотря на то, что ниасский язык несомненно является австронезийским, вопрос об истории его носителей и самого языка весьма сложен. Ниас — единственный остров в этом районе, где существует мегалитическая культура; в материальной и духовной культуре ниасцев много черт, схожих с теми, что присущи народам центральной части архипелага — например, острова Сулавеси. Бернд Нотхофер указывал и на особое сходство ниасского языка с некоторыми языками Сулавеси и юга Филиппин и полагал, что на Ниасе сохраняются остатки языка доавстронезийского населения.
В настоящее время многие ниасцы, особенно молодые, переходят на индонезийский язык, хотя в целом сохранность языка весьма удовлетворительна; однако эффект, который катастрофа 2004 года оказала на язык ниас, до сих пор оценить невозможно.

## Диалекты
В ниасском языке выделяется три диалекта: северный (индон. Nias Utara), распространённый на севере острова, в том числе в районе крупнейшего города Гунунгситоли; центральный и южный (Nias Selatan; юг острова и острова Бату).

## Лингвистическая характеристика

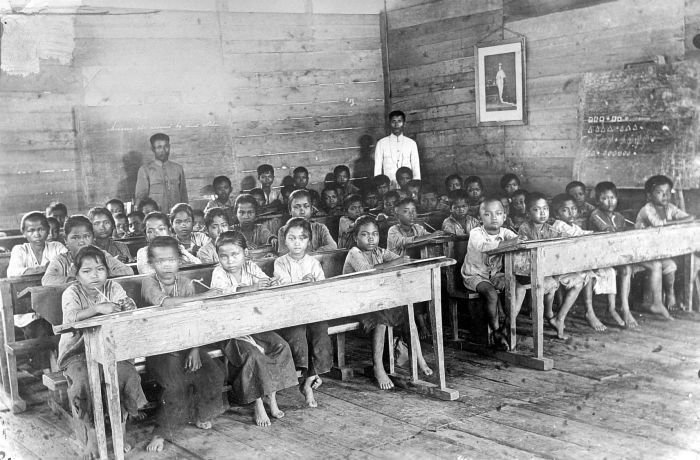
Народная школа на Ниасе. Первая треть XX века

Среди типологически необычных черт ниасского языка можно назвать следующие: двухпадежная система, в которой маркированным является не эргатив, а абсолютив; согласование глагола с эргативным аргументом, но не с абсолютивным (обычно наличие первого предполагает и наличие второго); наличие губно-губного дрожащего [ʙ]; использование чередования начальных согласных (подобного существующему в кельтских языках) для выражения падежного значения; порядок слов VOS.
Другие черты, напротив, являются вполне обычными для австронезийской семьи: выражение различных глагольных значений с помощью носового префикса; использование редупликации для выражения различных аспектуальных значений; наличие «прекатегориальных корней» (термин У. Фоли), то есть таких корней, которые могут образовывать слова любых частей речи; отсутствие прилагательного как особой морфологической категории (определения выражаются с помощью относительных предложений).

### Фонология

#### Гласные
Гласные фонемы ниасского языка представлены на таблице в орфографической записи и в транскрипции МФА:
|                | Передний ряд | Средний ряд  | Задний ряд |            |
|                | Неогубленные | Неогубленные | Огубленные | Огубленные |
| Верхний подъём | i            |              | u          |            |
| Средний подъём | e            | ö (ɤ)        | o          |            |
| Нижний подъём  | a            |              |            |            |

Кроме того, в ниасском языке достаточно много дифтонгов: они образуются при стечении двух гласных разного подъёма, причём более нижний гласный становится слоговым, а более высокий, соответственно, — глайдом.
Набор дифтонгов таков:
- восходящие дифтонги (со вторым слоговым элементом): ia, io, ua, ue;
- нисходящие дифтонги: ai, ae, ao, au, oi, ou, öi, öu.

#### Согласные
Набор согласных ниасского языка представлен на следующей таблице; согласные представлены в орфографической записи и (если они не совпадают) в транскрипции МФА:
|               | Билабиальные | Лабиодентальные | Лабиовелярные | Дентальные    | Альвеолярные  | Палатальные | Велярные | Глоттальные |
| Взрывные      | b            |                 |               | t d ndr [dr]* |               |             | k g      | ' [ʔ]       |
| Аффрикаты     |              |                 |               |               | c [tʃ] z [dʒ] |             |          |             |
| Носовые       | m            |                 |               | n             |               |             |          |             |
| Щелевые       |              | f v             |               | s             |               |             | kh [x]   | h           |
| Аппроксиманты |              | ß [ʋ]           | w             | l             |               | y [j]       |          |             |
| Дрожащие      | mb [ʙ]       |                 |               | r             |               |             |          |             |

Примечание к таблице:

* Ли Браун описывает ndr в южном диалекте как звонкий взрывной с дрожащим отступом (trilled release): фонетически это просто взрывной + дрожащий; для северного диалекта он описан как ретрофлексный дрожащий.

#### Ударение
Слоговая структура достаточно ограниченная, все слоги имеют вид CV(V) (перед гласными в начале слова автоматически вставляется гортанная смычка). Ударение обычно падает на предпоследний слог (за немногочисленными исключениями, которыми, в основном, являются указательные слова).

#### Морфонология
Среди морфонологических процессов в ниасском языке наибольшее распространение имеют два: чередование согласных после носовых и чередования начальных согласных. Назальная ассимиляция происходит после некоторых префиксов — в особенности, глагольных, например после имперфективного префикса ma- (который, однако, сам может менять форму). В её результате происходят следующие изменения:
| Исходный звук | Результат ассимиляции |
| ------------- | --------------------- |
| b             | m                     |
| f             | m                     |
| t             | n                     |
| s             | n                     |
| c             | n                     |
| d             | ndr                   |
| r             | ndr                   |
| k             | g                     |
| kh            | g                     |

Кроме того, в ниасском языке существует развитая система чередований начальных согласных, охватывающая, в первую очередь, имена (также числительные и местоимения, но в этих случаях они фонологически менее регулярны). Система чередований (в орфографической записи) представлена на таблице:
| Исходный звук | Результат чередования   |
| ------------- | ----------------------- |
| f             | v                       |
| t             | d                       |
| s             | z                       |
| c             | z                       |
| k             | g                       |
| b             | mb                      |
| d             | ndr                     |
| гласный       | n + гласный g + гласный |

Как можно видеть, в контексте, требующем чередования, к гласным приставляется согласный n или g. Выбор согласного, в основном, зависит от этимологии, но существуют и колебания (в частности, между диалектами).
В ниасском языке распространена также редупликация, например bago «делить» — babago «разделить»; tunö «рассказать» — tutunö «рассказать очень подробно»; ofökhö «быть больным» — ofökhöfökhö «быть очень больным».

### Морфология
В языке ниас два главных класса слов: имя и предикат (соответствует глаголам и прилагательным других языков). Кроме того, в ниасском, как и в других языках Восточной и Юго-Восточной Азии, есть классификаторы, или счётные слова — специальные единицы, с помощью которых числительные присоединяются к именам, например, da (для людей) и bulu (для плоских предметов).
Глаголы распадаются на два класса: те, которые принимают согласовательный префикс в реалисе (обычно это двух- и трёхместные глаголы) и те, которые не согласуются в реалисе со своими аргументами (в основном одноместные). Небольшое число глагольных словоформ может выступать не только как полнозначные глаголы, но и как одификаторы наречного типа: 'ifuli «возвращаться» или «делать что-л. снова», ahori «закончить» или «все».
Небольшое число корней являются «прекатегориальными», то есть от них образуются лексемы разных категорий, например, одно- и двух местные глаголы или глаголы и имена: от -era образуется erai «считать» и era’era «думать».
Существуют и более мелкие классы: наречия, местоимения, указательные элементы, частицы с модальным и эвиденциальным значением и пр.

#### Глагол
Глагольные лексемы могут образовываться с помощью различных префиксов, инфиксов и суффиксов. Среди них можно отметить следующие:
- Префиксы, образующие непереходные глаголы:
  - a- (статив): abasö «быть мокрым», basö «мочить»;
  - maN- (ma + назальная ассимиляция) (деноминативы, обозначающие действие, обычно ассоциируемое с производящим именем): mamu’ala «давать что-л.», bu’ala «дар»;
  - mo- (обладание тем, что означает производящее слово): modoi «быть костлявым», doi «кость, игла»;
  - te-, to- (результатив): tesöndra «быть найденным», söndra «найти»;
  - fa- (значение действия): fali «плести», fafali «заниматься плетением».
- Префиксы, образующие переходные глаголы:
  - fe- (каузатив): förö «спать», feförö «укладывать спать»;
  - o- («делать похожим на»): Ioböhö mbara’a ha’a «Он сделал себе трон в форме оленя» (böhö «олень»).

Суффиксы могут иметь значения аппликатива (превращение косвенного дополнения или обстоятельства в прямое дополнение) и каузатива, например, alio «быть быстрым», alio'ö «торопить» (каузатив). Наиболее распространённые суффиксы: -i'ö, -gö, -i, -ni; существуют и другие.
Перед глагольной словоформой могут использоваться некоторые модификаторы, в следующем порядке:
1. модальные элементы типа tola «мочь», tepaksa «нужно»;
2. отрицание;
3. показатель перфекта клитика ma;
4. показатели вида и времени: alio «быстро».

В самой словоформе выражаются следующие грамматические категории:
1. реалис/ирреалис (не имеет собственных показателей; в зависимости от значения этой категории меняют формы местоименные согласовательные элементы);
2. имперфект (точное значение зависит от свойств глагола и значения реалиса/ирреалиса): инфикс -um-, префикс maN-;
3. совместность: mo-;
4. согласование (с эргативным аргументом, если он есть).

Существуют аналитические конструкции со значением прогрессива (продолженного времени) и цели.

#### Имя
Главная морфологическая категория имени — падеж. В ниасском языке два падежа: эргатив и абсолютив. Первый не выражается в словоформе никак, второй — начальным чередованием:
| A-ukhu                | nidanö           |
| (статив)-быть.горячим | вода.(абсолютив) |
| «Вода горячая»        |                  |

| La-bunu               | mbaßi              |
| (3 мн., реалис)-убить | свинья.(абсолютив) |
| «Они убили свинью»    |                    |

Кроме того, имена с начальным чередованием выступают в значении обладателя в посессивных конструкциях: la’ala’a guli mbuaya «цвет кожи крокодила» (uli «кожа», buaya «крокодил»), после многозначного предлога khö и других предлогов и после счётных слов.
Чередования никогда не происходит, если имя употребляется перед глаголом (например, для дополнительного выделения).
В некоторых типах предложений (в частности, тех, где глагол имеет показатель имперфекта) выражение падежа меняется «зеркально»: эргативные элементы выражаются именем с чередованием, абсолютивные — без.

### Синтаксис
Базовый порядок слов в ниасском языке — VOS:
| man-uri             | zawi | Vasui |
| (имперфект).держать | скот | Фасуи |
| «Фасуи держит скот» |      |       |

Порядок элементов в именной группе следующий:
1. главное имя;
2. обладатель;
3. указательное местоимение (дейктическое);
4. указательный элемент (определённость);
5. относительные предложения (включая определительные конструкции);
6. числительные и модификаторы.

Существует аналитическая возвратная (рефлексивная) конструкция: Ibiniö ya — «спрятал-его он» — «он спрятался».